# 多瑟山
47°01′37″N 8°29′55.5″E / 47.02694°N 8.498750°E
多瑟山（Dosse），是瑞士的山峰，位於該國中部，由盧塞恩州和施維茨州負責管轄，屬於施維茨阿爾卑斯山脈的一部分，俯瞰琉森湖，海拔高度1,684米。